# IF Fellows
IF Fellows var en idrottförening från Mölndal i utkanten av Göteborg. Föreningen hade bandy, ishockey och under en kortare tid i början även "allmän idrott" på programmet.
Klubben spelade den första ishockeymatchen i Göteborgsområdet mot Uddens IF den 26 februari 1938 på Dämmet i Krokslätt och vann matchen med 3–0. Föreningen spelade i Division II två säsonger 1948/1949 och 1963/1964 och placerade sig 4 respektive 9. Båda gångerna innebar placeringen nerflyttning till Division III igen. Föreningen deltog även i Svenska mästerskapen 1942, 1945 och 1948 men slogs ut i kvalomgångarna vid samtliga tillfällen.
År 1970 slogs föreningen samman med Sågdalens SK och IK Rapid till FSR Mölndal som redan efter ett år bytte namn till Mölndals IF.